# ماريا بوتينا
ماريا بوتينا (بالروسية: Мари́я Бу́тина)‏ (مواليد 10 نوفمبر 1988) هي مواطنة روسية ألقت السلطات الأمريكية القبض عليها بتهمة التجسس لصالح الحكومة الروسية. أسست إحدى الجمعيات المناصرة لحمل السلاح في روسيا تحت اسم «حق حمل السلاح»، وهي جمعية قالت أن أحد المليارديرات الروس قدم التمويل لها.
قال الرئيس الروسي فلاديمير بوتين أنه طلب معلومات عن بوتينا من أجهزة الاستخبارات الروسية وأُُبلغ بأن «لا أحد يعلم عنها شيئًا».
كانت تدرس في الجامعة الأمريكية في واشنطن.